# Gerd Deutschmann
Gerd Deutschmann (München, 24 juli 1935 - aldaar, 21 december 2011) was een Duitse acteur. In het buitenland (waaronder Nederland en België) was hij vooral bekend van zijn rol als Kapitein Iglo in televisiereclames voor vissticks. Hij speelde deze rol tussen 2008 en 2010.
Deutschmann begon zijn loopbaan als taxichauffeur in München. Hij bleef zijn hele leven actief als taxichauffeur, ook toen hij op latere leeftijd acteur werd (zijn eerste rol in een televisieserie speelde hij in 1974). Deutschmann speelde vaak in het theater, maar werd bij het publiek het bekendst van zijn rollen in reclamespotjes. Naast de rol van Kapitein Iglo speelde hij in 2006 in een reclamefilmpje voor Pepsi ter gelegenheid van het WK voetbal in Duitsland samen met grote voetbalsterren als David Beckham, Thierry Henry en Ronaldinho. Verder had hij diverse gastrollen in onder meer enkele Duitse krimi's, zoals Derrick, Der Alte en Tatort, speelde hij in twaalf Duitse (televisie)films en was hij te zien in enkele Duitse televisieseries, zoals Forsthaus Falkenau, waar hij tussen 1995 en 2002 de rol van Abt Melchior speelde.
Deutschmann was getrouwd en had twee dochters. Hij overleed op 21 december 2011 aan de gevolgen van een zenuwaandoening. Zijn dood werd pas na de begrafenis op 1 januari 2012 bekendgemaakt.

## Filmografie
- ####: Dr. Stefan Frank - Der Arzt, dem die Frauen vertrauen (televisieserie) - eenmalige gastrol Dornier
- 1970-1985: Aktenzeichen XY ... ungelöst (6 afleveringen)
- 1974: Mordkommission (televisieserie) - eenmalige gastrol
- 1975: Tatort - Als gestohlen gemeldet
- 1975: Tatort - Das zweite Geständnis
- 1975, 1980, 1981: Tatort - viermaal gastrol in 1975 (2x)
- 1979-1989: Der Alte, (5 afleveringen, driemaal gastrol)
- 1979: Die Überführung (televisiefilm) - Hausl
- 1980: Tatort - Spiel mit Karten
- 1980-1990: Derrick (3 afleveringen, tweemaal gastrol)
- 1981: Tatort - Im Fadenkreuz
- 1983: Plem, Plem - Die Schule brennt
- 1983: Weißblaue Geschichten (televisieserie)- eenmalige gastrol
- 1984-2005: Der Komödienstadel
  - 1984: Der Senior - als Wurzer, bosprofeet
  - 1985: Der Onkel Pepi - als Bader, politieagent
  - 1987: Doppelselbstmord - als Lehner, boer
  - 1993: Die Kartenlegerin - als rechter
  - 1999: Der Leberkasbaron - als baron von Watzman, adjudant
  - 2002: Heldenstammtisch - als Veit
  - 2004: Der Prinzregentenhirsch - als Zirngiebel
  - 2005: Herzsolo - als koninklijke koerier
- 1987: Zur Freiheit (televisieserie) - eenmalige gastrol als rechercheur
- 1990: Cafe Europa
- 1990-1991: Löwengrube (3 afleveringen)
- 1993-1997: Wildbach (2 afleveringen)
- 1993-2001: Weißblaue Geschichten (3 afleveringen)
- 1995-2002: Forsthaus Falkenau (televisieserie, 7 afleveringen) - Abt Melchior
- 1996: Jägerblut (televisiefilm) - Schwapperl - Wirt
- 1997: Ein Bayer auf Rügen (2 afleveringen)
- 1998: Kleine Semmeln - Opa
- 1998: Supersingle (televisiefilm)
- 2004: Polizeiruf 110 - Vater unser (televisieserie)